# Feel Good (Fernsehserie)
Feel Good ist ein semiautobiografische Serie von Mae Martin, die ab 2020 produziert wurde. Produziert wurde die erste Staffel im Auftrag von Channel 4, die internationale Vermarktung übernahm Netflix. Netflix gab die zweite Staffel unabhängig von Channel 4 in Auftrag. Diese wurde am 4. Juni 2021 international veröffentlicht.

## Handlung
Die kanadische Stand-Up-Komikerin Mae lebt seit Jahren in London. Sie schlägt sich in Comedy-Clubs durch und erzählt von ihrem lesbischen Leben. Sie verliebt sich in die Lehrerin George, die bis dahin gedacht hat, sie sei heterosexuell. Spannungen entstehen, weil George ihre neue Liebe vor ihrem Freundeskreis geheim hält, von einem erfundenen Liebhaber erzählt, während Mae innerhalb weniger Tage in Georges Wohnung einzieht. Mae ist von verschiedenen Drogen abhängig und versucht, ohne Hilfe trocken zu bleiben.

## Besetzung
Hauptrollen
| Figur        | Darsteller        | Episoden | Synchronisation      |
| ------------ | ----------------- | -------- | -------------------- |
| Mae Martin   | Mae Martin        | 1–12     | Alice Bauer          |
| George       | Charlotte Ritchie | 1–12     | Nicole Hannak        |
| Linda Martin | Lisa Kudrow       | 1–12     | Sabine Jaeger        |
| Maggie       | Sophie Thompson   |          | Heidrun Barthalomäus |